# Campionato Brasiliense
Il Campeonato Brasiliense o Campeonato Metropolitano è il campionato di calcio del Distretto Federale, in Brasile. È organizzato dal 1959 dalla Federação Brasiliense de Futebol (FBF).

## Stagione 2025
- Brasiliense (Taguatinga)
- Capital (Paranoá)
- Ceilandense (Ceilândia)
- Ceilândia (Ceilândia)
- Gama (Gama)
- Legião (Brasilia)
- Paranoá (Paranoá)
- Real Brasília (Brasilia)
- Samambaia (Samambaia)
- Sobradinho (Sobradinho)

## Titoli per squadra
Le squadre contrassegnate da un asterisco (*) non sono più attive.
| Squadra              | Città              | Titoli |
| -------------------- | ------------------ | ------ |
| Gama                 | Gama               | 14     |
| Brasiliense          | Taguatinga         | 11     |
| Brasília             | Brasilia           | 8      |
| Taguatinga           | Taguatinga         | 5      |
| Rabello *            | Brasilia           | 4      |
| Defelê *             | Brasilia           | 4      |
| Sobradinho           | Sobradinho         | 3      |
| Ceilândia            | Ceilândia          | 3      |
| Grêmio Brasiliense * | Núcleo Bandeirante | 2      |
| Guanabara *          | Brasilia           | 2      |
| Luziânia             | Luziânia-GO        | 2      |
| Guará                | Guará              | 1      |
| Colombo *            | Núcleo Bandeirante | 1      |
| CEUB *               | Brasilia           | 1      |
| Cruzeiro do Sul *    | Cruzeiro           | 1      |
| Serviço Gráfico *    | Brasilia           | 1      |
| Tiradentes *         | Ceilândia          | 1      |
| CFZ de Brasília      | Brasilia           | 1      |
| Campineira *         | Brasilia           | 1      |
| Coenge *             | Brasilia           | 1      |
| Pederneiras *        | Brasilia           | 1      |
| Pioneira *           | Taguatinga         | 1      |
| Real Brasília        | Brasilia           | 1      |